# Rue Saint-Victor
La rue Saint-Victor est une voie du 5e arrondissement de Paris, située dans le quartier Saint-Victor.

## Origine du nom
La rue tient son nom de la présence de l'abbaye Saint-Victor fondée à la fin du XIe siècle

## Historique
Elle est citée dans Le Dit des rues de Paris de Guillot de Paris sous la forme « rue Saint-Vitor ».
À l'origine, cette rue reliait la place Maubert (angle de la rue de la Montagne-Sainte-Geneviève et de la rue de Bièvre) à la porte Saint-Victor de l'enceinte de Philippe Auguste, située approximativement au niveau du no 2 de l'actuelle rue des Écoles. Le reste de la rue, entre le croisement des rues des Fossés-Saint-Victor (actuelle rue du Cardinal-Lemoine) et des Fossés-Saint-Bernard et celui des rues Copeau (actuelle rue Lacépède) et de Seine (actuelle rue Cuvier), était dénommé « rue du Faubourg-Saint-Victor ». Cette voie longeait les murs de l'abbaye Saint-Victor.
Au XIVe siècle, la totalité du côté méridional de la rue appartenait au chapitre de Notre-Dame de Paris.
Elle est citée sous le nom de « Grand rue Saint Victor » dans un manuscrit de 1636.
On nommait quelquefois cette partie la « rue du Jardin-du-Roi » car elle en faisait la prolongation. En 1760, elle ne forme plus qu'une seule et même rue,. Sur le plan de Turgot ou le plan de Roussel, la rue Saint-Victor continue jusqu'au marché aux chevaux (actuelle rue Geoffroy-Saint-Hilaire).
Dans le cadre des transformations de Paris sous le Second Empire, la rue est raccourcie progressivement. La partie entre la rue des Fossés-Saint-Bernard et la rue de Poissy est incorporée à la rue des Écoles, dont le prolongement est déclaré d'utilité publique en 1855. La partie entre la rue des Bernardins et la place Maubert est absorbée par la rue Monge, déclarée d'utilité publique en 1859.
En 1865, la partie comprise au sud de la place Saint-Victor (actuelle place Jussieu) est renommée « rue Linné ». Quatre ans plus tard, la partie entre la rue du Cardinal-Lemoine et la rue Linné est renommée « rue Jussieu ».

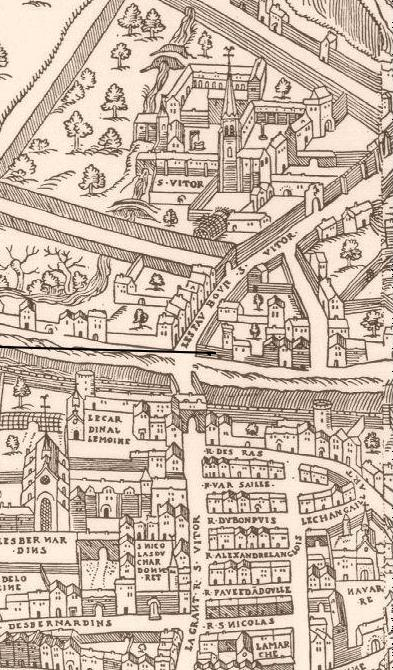
La rue et la porte Saint-Victor sur le plan de Truschet et Hoyau (1550).
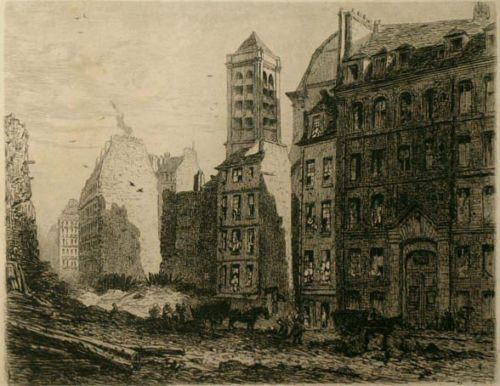
La rue lors du percement de la rue Monge.
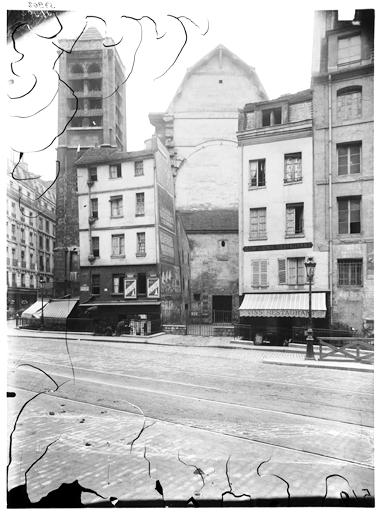
La rue Saint-Victor avant la construction de la façade de l'église Saint-Nicolas-du-Chardonnet.

## Bâtiments remarquables et lieux de mémoire
- L'église Saint-Nicolas-du-Chardonnet.
- Émile Zola, alors étudiant, logeait au numéro 35 (aujourd'hui disparu) de cette rue. Il en fut expulsé en 1860 pour n'avoir pas payé son loyer[8].
- No 14 : immeuble dont la façade et la toiture sont inscrites aux monuments historiques[9]. Atelier de Pierre Soulages depuis printemps 1974 au deuxième étage.
- No 24 : maison de la Mutualité.
- Le square de la Mutualité.
- Le 3 janvier 1977, l'ancien représentant à Paris de l'Organisation de libération de la Palestine (OLP) Mahmoud Ould Saleh est assassiné rue Saint-Victor, où il tenait une librairie[10].

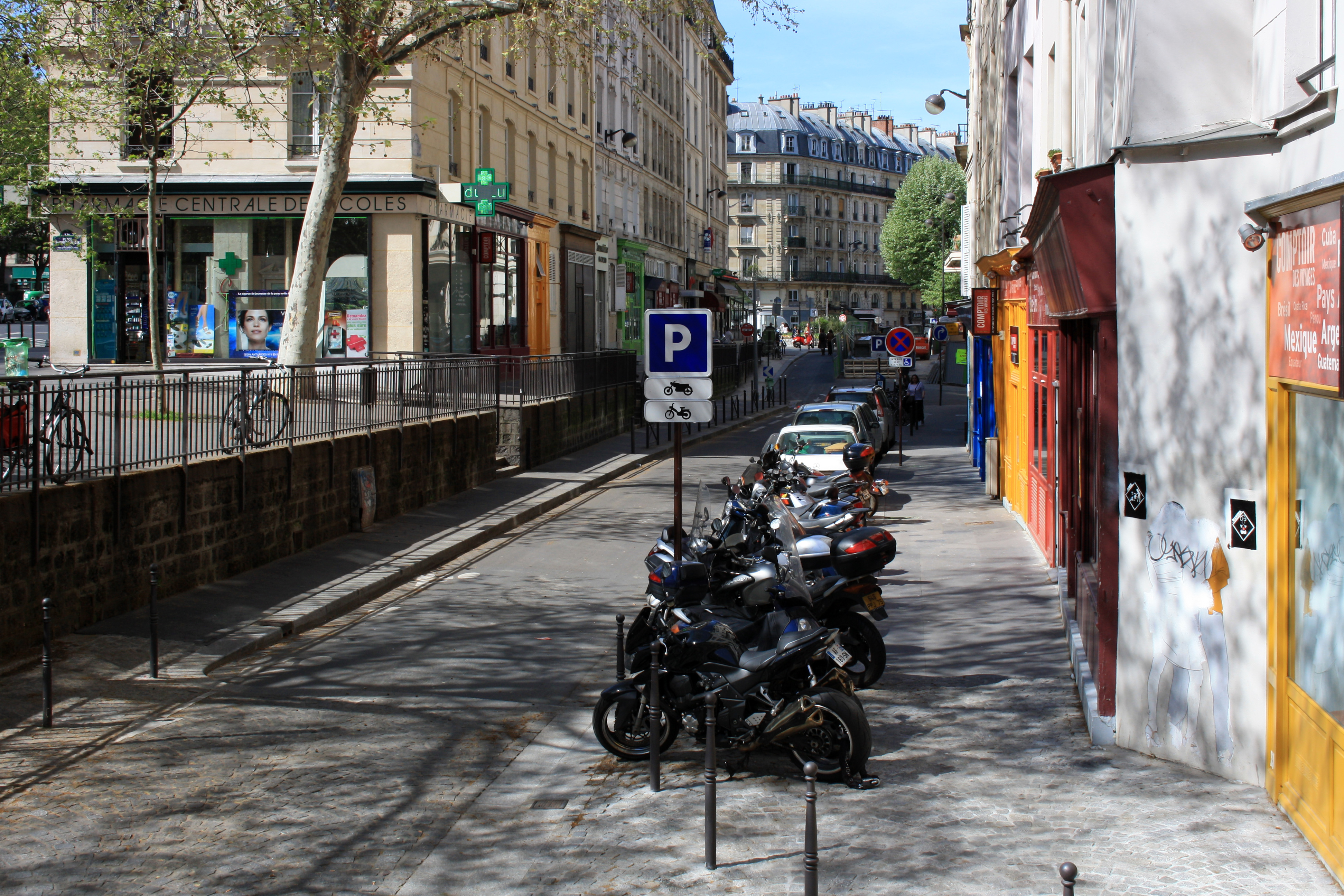
À droite, le niveau historique de la rue ; à gauche, l'élargissement réalisé lors du percement de la rue des Écoles.
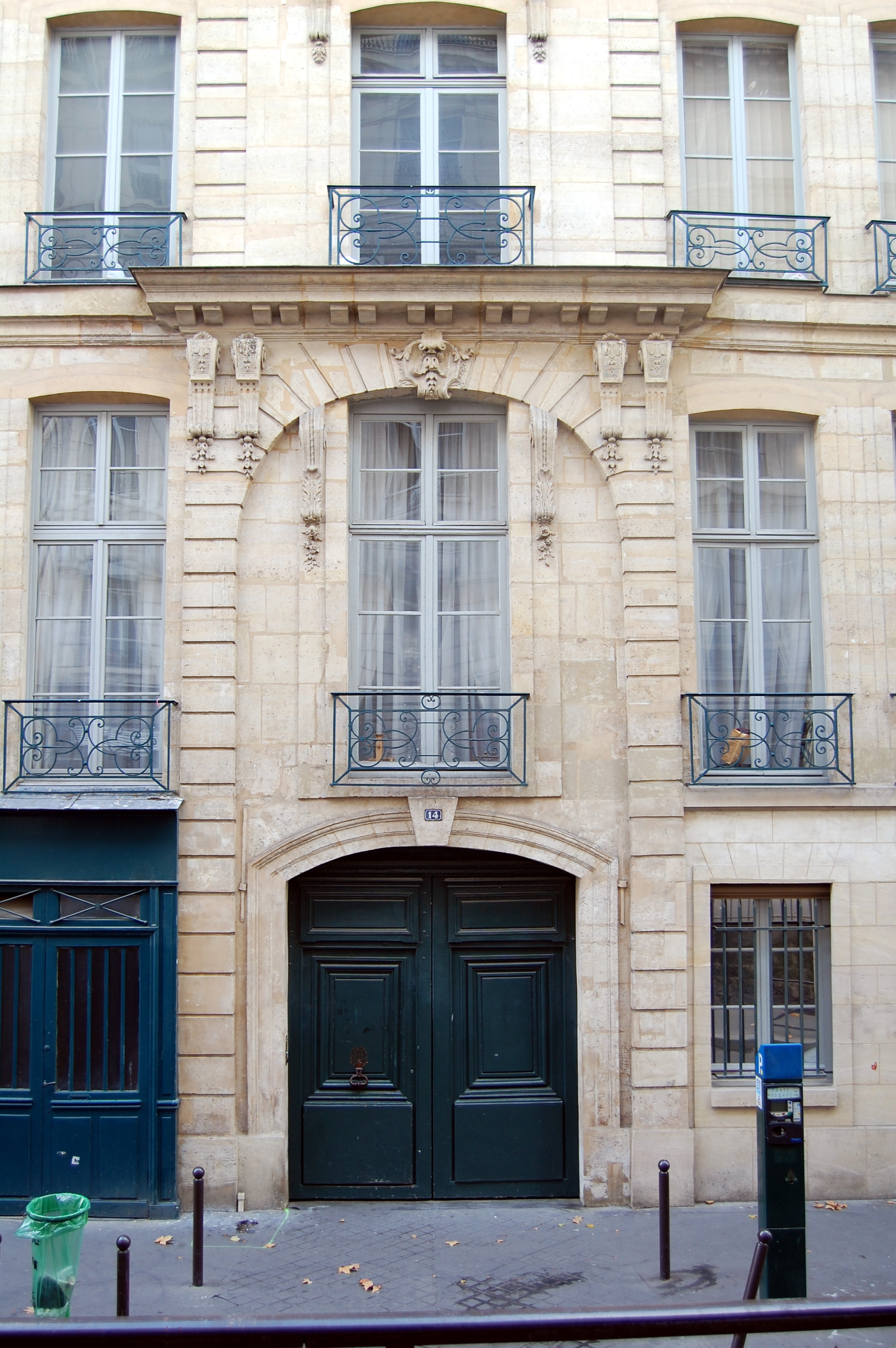
No 14, rue Saint-Victor.
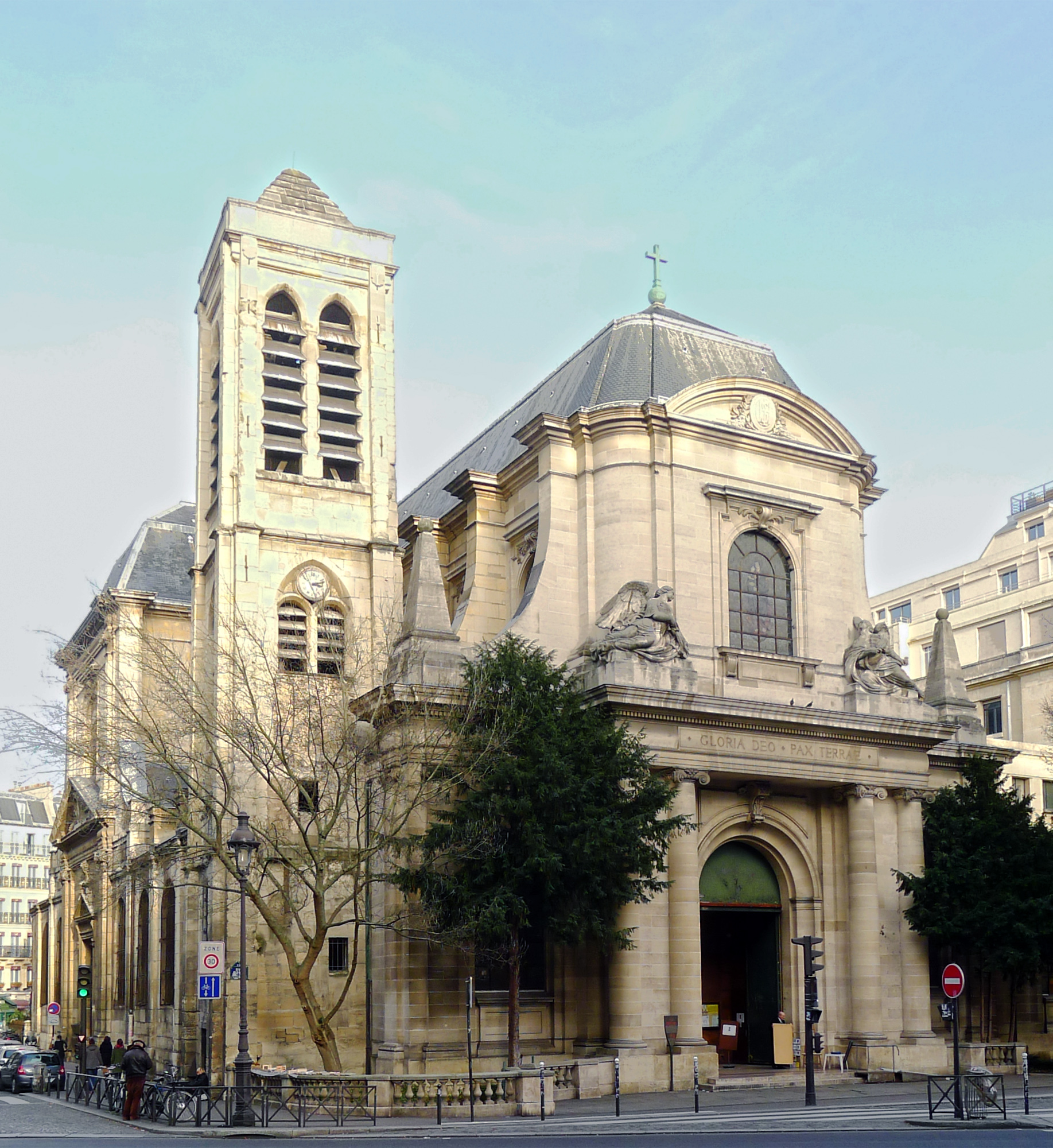
L'église Saint-Nicolas-du-Chardonnet, dont la façade sur la rue Saint-Victor n'a été construite qu'en 1934.

### Dans la fiction
La voie est l'un des lieux de tournage du film 20 ans d'écart (2013) de David Moreau.